# 桂大介
桂 大介（かつら だいすけ、1985年 - ）は、日本の実業家。株式会社リブセンス共同創業者。一般社団法人新しい贈与論 代表理事。株式会社SOLIO設立。

## 来歴
1985年生まれ。2006年、早稲田大学在学中に株式会社リブセンスを共同創業。寄付活動も数多く行っており、現在は「新しい贈与論」の運営や、寄付プラットフォーム「solio」の運営も行なっている。